# Philogenia redunca
Philogenia redunca – gatunek ważki z rodziny Philogeniidae. Występuje na terenie Ameryki Południowej.